# أونوساتو دايكي
 أونوساتو دايكي (باليابانية: 大の里 泰輝) (من مواليد 7 يونيو 2000) هو مصارع سومو محترف ياباني من تسوباتا. بعد مسيرة مهنية ناجحة للهواة على المستوى الجامعي، انضم إلى فريق نيشونوسيكي تحت إشراف يوكوزونا السابق كيسينوساتو يوتاكا وبدأ مسيرته الاحترافية في المرتبة العاشرة ماكوشيتا عبر نظام ماكوشيتا تسوكيداشي. وصل إلى أعلى فئة ماكوشي في يناير 2024 بعد مشاركته في أربع بطولات فقط، وفي مايو من نفس العام فاز بأول بطولة له في الدرجة الأولى في سبع بطولات قياسية. أصبح أونوساتو يوكوزونا السومو المحترف رقم 75 في مايو 2025 بعد فوزه ببطولتين متتاليتين في رتبة أوزيكي.

## نشأته
ولد دايكي ناكامورا في تسوباتا، إيشيكاوا. بدأ المصارعة في نادي السومو في مدرسته الابتدائية في الصف الأول. كان مفتونًا منذ طفولته بمصارعة السومو الاحترافية وذكر أن إحدى منشوراته المفضلة عن رياضة السومو التي نشرتها مجلة البيسبول.  التحق ناكامورا بمدرسة إيتويغاوا سيتي نو الإعدادية ومدرسة نيغاتا البحرية الثانوية. خلال سنواته في إيتويغاوا، فاز بمسابقة المدرسة الإعدادية لعام 2016 في كأس هاكوهو. في مدرسة كايو الثانوية في نيغاتا، شارك في العديد من معسكرات التدريب التي نظمتها فريق أراشيو، وتدرب مع واكاموتوهارو المصنف في المستقبل في ماكوتشي.
بعد انهائه المرحلة الثانوية التحق بجامعة نيبون لعلوم الرياضة عام 2019، وهي جامعة مشهورة بنادي السومو القوي. خلال عامه الأول فاز لأول مرة بالمسابقة الفردية في قسم البالغين في اللقاء الرياضي الوطني، وبالتالي أصبح ثاني أفضل بطل فردي في تاريخ المسابقة مما سمح له بأن يصبح محترفًا في رتبة ماكوشيتا تسوكيداشي 15. ثم شارك في بطولة السومو الوطنية للطلاب في ساكاي كطالب جديد وفاز بالبطولة الفردية. على كوشيرو تانيوكا من جامعة كينداي، هو المرة الأولى منذ 29 عامًا التي يفوز فيها طالب جديد بالبطولة، منذ فوز لويس جو إيكيموري.
في مايو 2021، شارك في بطولة اليابان السبعين للسومو في ريوغوكو كوكوغيكان، بعد هزيمته كانزاكي تايغا من جامعة كينداي في النهائي، تأهل مرة أخرى لنظام ماكوشيتا تسوكيداشي. خلال البطولة نفسها، هزم تيتسويا أوتشياي من مدرسة توتوري جوهوكو الثانوية في مسابقة الفرق. خلال سنوات دراسته الجامعية، واجه ميكيا إيشيوكا، أربع واجهات وفاز في اثنتين منها، مما خلق منافسة شرسة بين المصارعين.
في يناير 2022، شارك ناكامورا في مسابقة السومو ضمن الألعاب العالمية التي أقيمت في ذلك العام في برمنغهام، ألاباما. تنافس في فئتي الوزن المفتوح وأكثر من 115 كجم، وفاز بالأولى واحتل المركز الثاني في الثانية. في أكتوبر من نفس العام، شارك في اللقاء الوطني لألعاب القوى في أوتاوارا وفاز بلقب للهواة للمرة الثانية على التوالي في هذه البطولة. مع فوزه في بطولة السومو اليابانية السبعين، أصبح ناكامورا الشخص الرابع منذ إدخال هذا النظام في عام 2000 المؤهل للانضمام إلى السومو الاحترافي في رتبة ماكوشيتا تسوكيداشي 10. كان هذا الفوز أيضًا المرة الخامسة التي يفوز فيها ناكامورا في بطولة تُحسب ضمن فئة ماكوشيتا تسوكيداشي. بشكل عام، خلال فترة نافسته كمصارع هاوٍ على مستوى الجامعة، فاز ناكامورا بما لا يقل عن 13 لقبًا، مما جعله صاحب أكبر عدد من ألقاب الهواة التي فاز بها مصارع. كانت هيمنته على رياضة السومو للهواة في اليابان كبيرة لدرجة أن كاتب عمود السومو جون جانينج صرح أنه رأى في سومو ناكامورا عرضًا مستمرًا لـ "أسلوب هادئ وسلس يذكرنا بهاكوهو في أيام شبابه".
في مارس 2023، اتخذ ناكامورا قرارًا بأن يصبح مصارعًا محترفًا (ريكيشي) من خلال الانضمام إلى إسطبل نيشونوسيكي تحت إشراف يوكوزونا السابق كيسينوساتو. خلال هذا وقت أعرب عن نيته في الوصول لمرتبة سيكيتوري في أسرع وقت ممكن. علاوة على ذلك، فإن دخوله عالم الاحتراف بعد بضعة أشهر من ترقية هاكوهو القياسية اثارة اهتمام المعلقين بفرضية التنافس بين هذين المصارعين المهيمنين في عالم الهواة. وفيما يتعلق باختياره الانضمام إلى هذا الإسطبل تحديدًا، أعرب ناكامورا عن رغبته في التدرب على يد يوكوزونا سابق، وأن الإسطبل، الواقع في آمي، إيباراكي، يوفر له بيئة صحية "للتخلص من أي إغراءات والقدرة على التركيز على السومو". منذ أن أصبح محترفًا في مايو 2023، كان أونوساتو آخر مصارع يُرقّى إلى ماكوشيتا تسوكيداشي 10 نظرًا لبراعته كهاوٍ، حيث تم إلغاء نظام الترقية إلى قمة قسم ماكوشيتا في سبتمبر 2023.

## بداية مسيرته المهنية

### بداية مسيرته الاحترافية

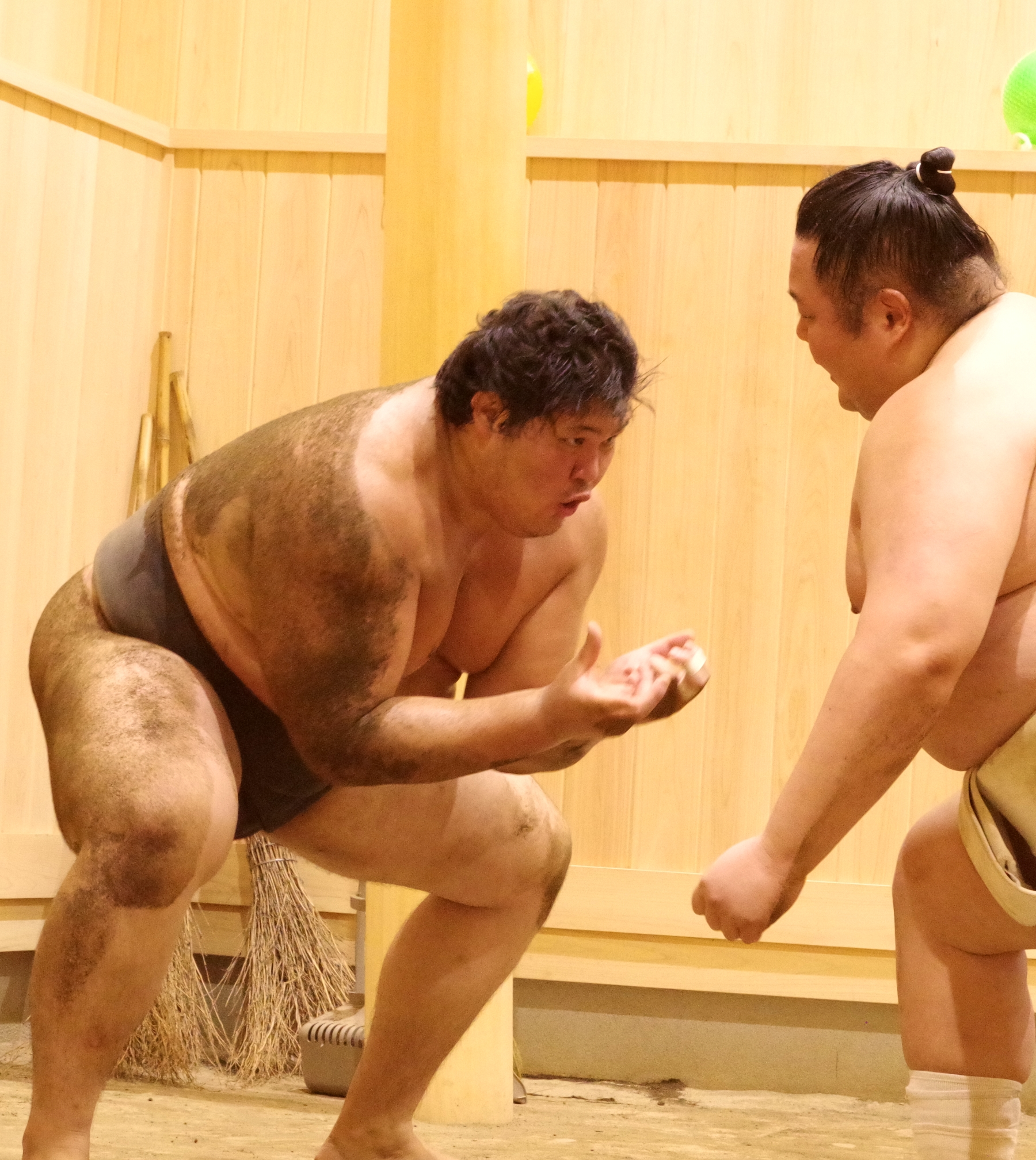
أونوساتو يتدرب مع توموكازي في أغسطس 2023

في أبريل 2023، أُعلن أن ناكامورا سيقاتل تحت اسم شيكونا أونوساتو (大の里). يتكون اسم الحلبة هذا من الكانجي الذي يعني "عظيم" (大)، لإبراز موهبته، بينما يُشير جزء "-نوساتو" من اسمه (المكون من الكانا والكانجي "の 里") إلى نسب ناكامورا من يوكوزونا تاكانوساتو (隆の里) وكيسينوساتو (稀勢の里). وقد اختير هذا الاسم، الذي يُمثل توقعات مُدرّبه، تحديدًا لأن هذه الشيكونا قد طُرحت على كيسينوساتو عندما كان لا يزال مصارعًا نشطًا، بعد أن كانت ترقيته إلى رتبة أوزيكي مؤكدة. كان أوزيكي أوائل القرن العشرين، أنوساتو مانسوكي، يحمل الشيكونة. صرّح والد ناكامورا قائلاً: "أشعر بتأثر عميق لشرف تسمية ابني تيمنًا بأوزيكي سابق ذي تاريخ عريق". قبل أن يمنح كيسينوساتو ناكامورا الشيكونة، حصل، بمساعدة زميله السابق في الإسطبل واكانوساتو كوسيط، على إذن لاستخدامها من عائلة أنوساتو مانسوكي، التي لا تزال تقيم في محافظة آوموري.
عند الإعلان عن أول ظهور لأونوساتو كمصارع محترف، أعرب مدربه السابق في مدرسة نيغاتا كايو الثانوية، تيتسويا تومي، عن رضاه، وشبهه بـ"شوهي أوتاني السومو"، وقال إن ناكامورا لديه القدرة على أن يصبح بطل العصر الجديد (新時代の怪物). بمناسبة اجتيازه امتحان المتدرب الجديد، حصل أونوساتو، المُلزم بالامتثال لقواعد زيّ المصارعين المحترفين، على حزام أوبي الذي استخدمه مُدرّبه.
بعد حصوله على موافقة رابطة السومو اليابانية للمنافسة، بدأ أونوساتو مسيرته المهنية برتبة ماكوشيتا تسوكيداشي 10. كانت أول مباراة احترافية له ضد مصارع إسطبل تاكاساغو إيشيزاكي، وهو أحد طلاب أونوساتو في سنته الأخيرة خلال دراستهما في جامعة. إلا أن إيشيزاكي هزمه بضربة تسوكيوتوشي في ما وصفه إيشيزاكي لاحقًا بـ"مباراة حظ". مع ذلك أنهى أونوساتو البطولة بنتيجة 6-1، ويخسر بذلك فرصة الترقية مباشرةً إلى فئة جوريو، وهو ما كان يتوقعه بعض المراقبين.
خلال بطولة يوليو، تنافس أونوساتو مرة أخرى في قسم ماكوشيتا، هذه المرة مصنفًا ماكوشيتا 3. فاز بمباراتين الأوليين، لكنه عانى من هزيمته الأولى في مباراته الثالثة ضد توكيهاياتي. في اليوم السابع من البطولة، واجه أونوساتو منافسه في فئة الهواة ومصارع القسم العلوي كيهو توموتاكا. خلال منافستهم للهواة، لم يتمكن كيهو  من هزيمة أونوساتو أبدًا، الذي فاز بلقب يوكوزونا الجامعي في بطولة 2022. ألحق كيهو بأونوساتو هزيمته الثانية على التوالي، وهي هاتاكيكومي. في ذلك الوقت، كان يُعتقد أن هذه الهزيمة ستؤخر ترقية أونوساتو إلى جوريو. حقق أونوساتو في النهاية كاتشي كوشي من 4 انتصارات في مباراته الأخيرة بفوزه على هيدينومي. قال أونوساتو إن خسارته كانت غير متوقعة، وأنها تركته يشعر باشمئزاز شديد من نفسه لدرجة أنه لم يستطع تناول الطعام. وعن مباراته الأخيرة، قال إنه دخلها "بشيء من الثقة"، لكنها كانت مباراة صعبة.

### ترقي إلى جوريو
عند الإعلان عن تصنيفات بطولة سبتمبر، تأكد أن نتيجة أونوساتو كافية للترقية إلى جوريو، ثاني أعلى درجة في السومو المحترف. هذه الترقي، التي حصل عليها في نفس الوقت الذي حصل فيه زميله في فريق وزميله في السنة الأخيرة في جامعة تاكاهاشي، سمحت لإسطبل نيشونوسيكي بالحصول على سيكيتوري جديدين في وقت واحد، بالإضافة إلى أول جائزتين رفعهما كيسينوساتو وحده منذ أن أصبح أستاذًا في عام 2019. علاوة على ذلك، تمثل هذه الترقية المزدوجة المرة الأولى منذ يوليو 2012 التي يحصل فيها زميلان في الإسطبل على سيكيتوري في نفس الوقت. بعد ترقيته ذهب أونوساتو إلى مسقط رأسه تسوباتا، إيشيكاوا، ليعلن رسميًا عن ترقيته لجمهوره المحلي. بعد مؤتمر حضره حوالي 600 شخص، تم تقديم مخزون من الأرز يبلغ 600 كجم (1300 رطل).  خلال بطولة الجوريو في أغسطس، شارك في سلسلة تدريبات عامة وتنافس مع زملائه من الجوريو. كما تشرف بتدريبه لاحقًا على يد الأوزيكي السابق تاكاكيشو وتاكاياسو، وكان الأخير زميلًا لمدرب أونوساتو، وقد أُشيد بموقفه تجاه التدريب.
خلال أول بطولة جوريو له، حقق أونوساتو سبعة انتصارات متتالية في سبع مباريات، منها فوز على كيهو، مما وضعه في صدارة هذه البطولة. في اليوم الثامن، حافظ أونوساتو على صدارته بفوزه الثامن على التوالي، مما جعله سابع مصارع جوريو في تاريخ هذه الرياضة يفوز بثمانية انتصارات متتالية منذ اليوم الأول، وأول من يحقق ذلك منذ تاكاكيشو (المعروف آنذاك باسم ساتو) في بطولة مايو 2016. وبما أنه تابع ذلك أيضًا بفوزه التاسع على التوالي، أصبح أونوساتو مصارع الجوريو الذي حقق أكبر عدد من الانتصارات منذ اليوم الأول من مسابقة سومو مع أكيرا ناروياما في بطولة يناير 1953 وشوتينرو في بطولة نوفمبر 2008. ومع ذلك، انتهت سلسلة انتصارات أونوساتو عند 9 انتصارات متتالية، بعد هزيمته أمام إيتشيياماموتو في اليوم العاشر من المسابقة. تمكن أونوساتو من الحفاظ على نفسه في سباق اللقب مع إيتشيياماموتو، حيث كان من المقرر تحديد البطولة في اليوم الأخير. ومع ذلك، خسر أونوساتو مباراته الأخيرة أمام روغا وأنهى البطولة بهزيمة واحدة فقط خلف إيتشيياماموتو، الذي فاز ببطولة ذلك الشهر. خلال بطولة نوفمبر 2023، فاز بأول مباراة له ضد مصارع مصنف في صفوف سانياكو بفوزه على سيكيواكي السابق أوياما في اليوم الثامن من المسابقة. ثم تمكن أونوساتو من الحفاظ على تقدمه طوال البطولة، مسجلاً أحد عشر فوزًا في اليوم الرابع عشر، متعادلاً مع كوتوشو، مع تحديد البطولة في اليوم الأخير. على الرغم من فوز أونوساتو بمباراته الأخيرة ضد ميتوريو، إلا أن كوتوشو حافظ أيضًا على نفسه في سباق اللقب من خلال المطالبة أيضًا بالفوز الثاني عشر. وهكذا تم تحديد البطولة في مباراة فاصلة، والتي فاز بها كوتوشو بفوزه على أونوساتو بواسطة أوواتيناغي، مما تسبب في غياب أونوساتو عن البطولة للمرة الثانية على التوالي.

## ماكوتشي

### وافد جديد

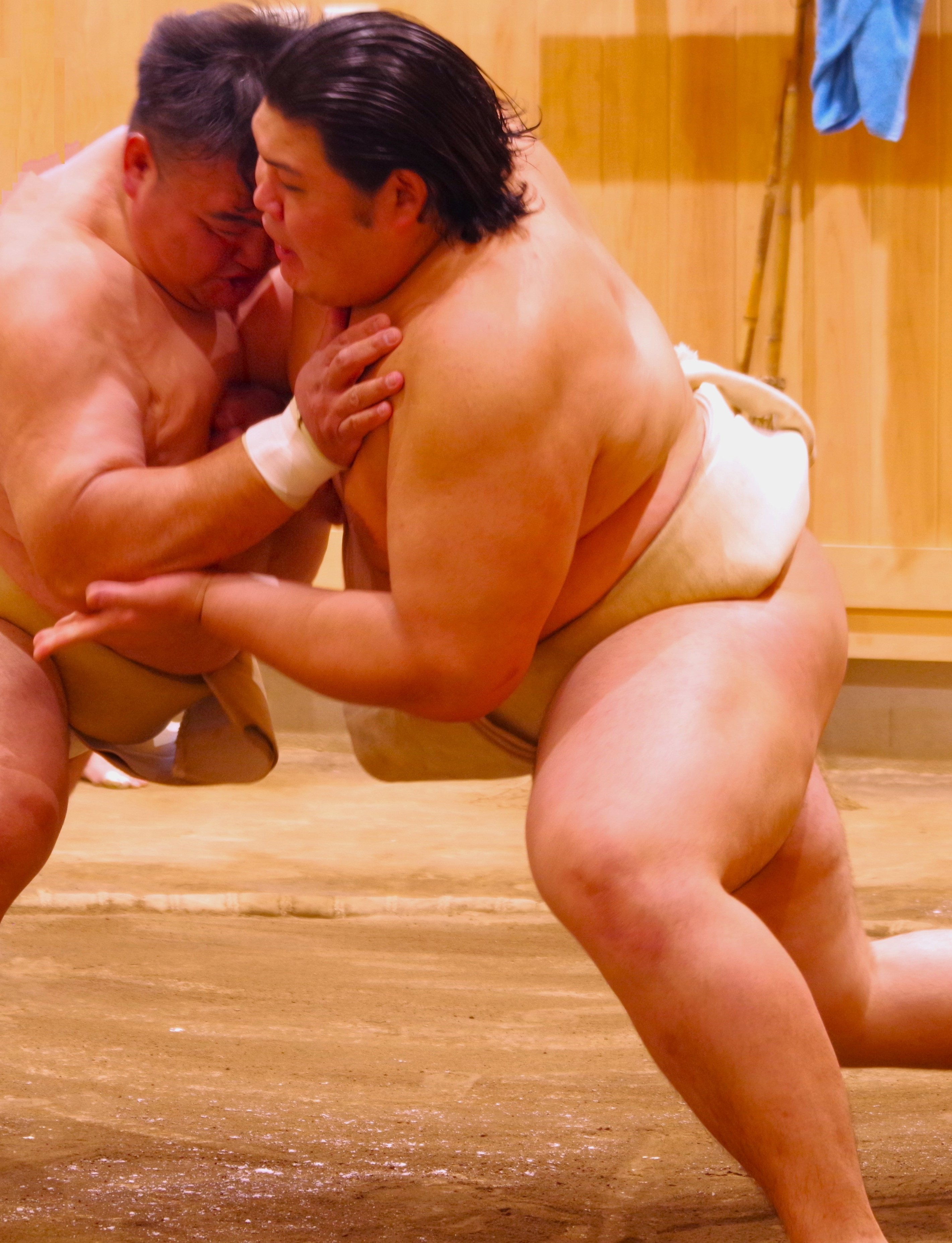
تدريب أونوساتو مع معلمه نيشونوسيكي في ديسمبر 2023

بعد التنافس في أربع بطولات فقط، أُعلن عن ترقية أونوساتو إلى قسم الماكوتشي الأعلى في بطولة يناير 2024. جعلته هذه الترقية أول من جنده كيسينوساتو السابق يرتقي إلى القسم الأعلى. وهو أيضًا ثالث أسرع من يصل إلى القسم الأعلى منذ عام 1989 (بعد إندو وهاكوهو)، وقد فعل ذلك في أربع بطولات بموجب نظام تسوكيداشي القديم. صرح أونوساتو للصحفيين بعد ترقيته أنه سعيد برؤية اسمه بأحرف كبيرة في أعلى البانزوكي، بينما طلب منه مديره الفوز بعشر مباريات وجائزة روح القتالية الخاصة في يناير كمكافأة على وصوله إلى القسم الأعلى.
قدم أونوساتو أداءً جيدًا في النصف الأول من البطولة، إلا أنه سجل هزيمة في اليوم الثالث أمام أونوشو. وبالرغم من ذلك حافظ على مكانته كواحد من أبرز المصارعين في البطولة بتسجيله فوزًا سادسًا على التوالي وكاشي كوشي في اليوم التاسع ضد تشيكارا ميسي. في اليوم العاشر واجه أونوساتو قائدًا آخر للبطولة، كوتونواكا، ومع ذلك خسر المباراة باليوريكيري وترك كوتونواكا وحيدًا في الصدارة في سباق اللقب. ثم عانى أونوساتو من هزيمتين متتاليتين في اليومين، على يد أوزيكي هوشوريو ويوكوزونا تيرونوفوجي، مما أدى إلى إقصائه عمليًا من سباق اللقب. لأنه كان لديه مباراة ضد تيرونوفوجي، أصبح أونوساتو أول مصارع يواجه يوكوزونا في أول بطولة ماكوشي له منذ 10 سنوات، منذ أن واجه إيتشينوجو كل من يوكوزونا كاكوريو وهاكوهو في بطولة سبتمبر 2014. ومع ذلك فقد انتُخب أونوساتو بتصويت شعبي لجائزة مصارع اليوم من موريناغا أربع مرات على الأقل خلال البطولة. ونظير انتصاراته الحادي عشر في أول بطولة له في القسم الأعلى، حصل أيضًا على جائزة الروح القتالية. بعد بطولته الافتتاحية في القسم الأعلى، علق أونوساتو بأنه ممتن لأنه تمكن من التعلم من صفوف سانياكو على الرغم من معاناته من ثلاث هزائم متتالية على يد المستويات العليا.
خلال بطولة مارس من نفس العام ظل أونوساتو في مجموعة المصارعين المتصدرين للبطولة خلال الأسبوع الأول (متعادلًا مع تاكيروفوجي) ومع ذلك سجل هزيمة في اليوم السابع أمام أونوشو. تمكن أونوساتو من الحفاظ على نفسه في سباق اللقب في اليوم التاسع بفوزه على مصارع مصنف في سانياكو لأول مرة، وهزم سيكيواكي واكاموتوهارو. في اليوم العاشر خسر أونوساتو مباراته أمام تاكيروفوغي، تاركًا الأخير وحيدًا في صدارة سباق اللقب بفارق فوزين عن بقية المنافسين. واصل أونوساتو بطولته بفوز ملحوظ على أوزيكي تاكاكيشو في اليوم الحادي عشر. في اليوم الرابع عشر، حافظ على فرصه في الفوز بالبطولة بفوزه الحادي عشر على كوموسوبي آبي، وهو اليوشو الذي سيتم تحديده في اليوم الأخير في مباراته ضد أوزيكي هوشوريو. هزم الأخير أونوساتو للمرة الثانية على التوالي، على الرغم من أن البطولة لم تكن على المحك لأن تاكيروفوغي المصاب كان قد حقق بالفعل فوزه الثالث عشر ليصبح البطل. ومع ذلك تم الإعلان عن حصول أونوساتو على جوائز التقنية والروح القتالية نظرًا لبراعته في البطولة. جعله سجله الثاني على التوالي المكون من 11 فوزًا في الدرجة الأولى منافسًا قويًا للترقية المحتملة إلى سانياكو في مايو.
في 22 أبريل 2024، أعلنت رابطة السومو أنها أصدرت تحذيرًا صارمًا إلى أونوساتو ومديره، بعد أن أفاد الأخير أن أونوساتو شرب مع مصارع قاصر في إسطبله في سبتمبر 2023. بعد يومين، اعتذر أونوساتو عن أفعاله. وأضاف أنه ممتن لأنه سُمح له بالمصارعة في الأيام الأخيرة من الجولة الإقليمية الربيعية، والتي كانت جارية في ذلك الوقت.

## ترقي إلى سانياكو والألقاب الأولى
عندما أُعلن عن البانزوكي لبطولة مايو 2024، رُقّي أونوساتو إلى أعلى رتبة له آنذاك، كوموسوبي، ليظهر لأول مرة في صفوف سانياكو في ست بطولات فقط، وهو ثاني أسرع تقدم لهذه الرتب منذ عصر شووا (خلف الرقم القياسي الذي حققه إيشينوجو في خمس بطولات). في مؤتمر صحفي عُقد عقب نشر البانزوكي، شوهد أونوساتو مرتديًا عقدة صغيرة في أعلى رأسه لأول مرة. علق مديره في الإسطبل، نيشونوسيكي، بأنه لم يتخيل أبدًا أن أونوساتو سيصعد في الرتب بهذه السرعة. كما اعتذر كلاهما مرة أخرى فيما يتعلق بحادثة الشرب في سبتمبر السابق، حيث ذكر أونوساتو أنه تسبب في مشاكل لكثير من الناس ومديره في الإسطبل، وأن أهم شيء بالنسبة له هو الاستمرار في الفوز. في اليوم الافتتاحي لبطولة مايو 2024، واجه أونوساتو يوكوزونا تيرونوفوجي وحقق فوزًا مفاجئًا على خصمه المصنف الأول بواسطة سوكيناج ("رمي الذراع بدون حزام"). كان أونوساتو المصارع الوحيد من فئة سانياكو الذي فاز في اليوم الأول من البطولة. واصل الفوز على المصارعين الأعلى تصنيفًا، متغلبًا على سيكيواكي واكاموتوهارو (اليوم الرابع) وأوزيكي كيريشيما (اليوم الخامس) وكوتوزاكورا (اليوم السادس). في اليوم الثامن، هزم أحد منافسيه المباشرين، داييشو. في اليوم التاسع، خسر تقدمه بفوز واحد عندما هزمه هيرادومي في مفاجأة مما أدى إلى التعادل بين خمسة مصارعين. عاد أونوساتو إلى المنافسة بعد ذلك، ودخل اليوم الأخير من البطولة كمتصدر وحيد برصيد 11 فوزًا. هزم بسرعة خصمه في اليوم الخامس عشر، آبي، ليتجنب مباراة فاصلة ويحصد كأس الإمبراطور لأول مرة. بعد فوزه بأول لقب له في الدرجة الأولى في سبع بطولات منذ ظهوره الأول، حطم أونوساتو الرقم القياسي للسرعة للفوز بلقب الدرجة الأولى لأول مرة والذي سجله تاكيروفووجي للتو في البطولة السابقة. كان أونوساتو أيضًا أول من يفوز ببطولة الدرجة الأولى مباشرة بعد ترقيته إلى كوموسوبي في 67 عامًا، وكان آخرهم الراحل هاجوروياما في مايو 1957. بالإضافة إلى ذلك، من خلال الفوز بجائزتين خاصتين إضافيتين، أصبح أول مصارع في 25 عامًا يفوز بجائزة خاصة في كل من بطولاته الثلاث الأولى في الدرجة الأولى. أهدى أونوساتو انتصاره لأهالي محافظة إيشيكاوا، الذين تأثروا بزلزال مميت في الأول من يناير. في اليوم التالي لفوزه بكأس الإمبراطور، صرّح أونوساتو للصحفيين في إسطبل نيشونوسيكي: "أنا سعيد بالفوز بالبطولة، لكن هدفي النهائي ليس هنا. أريد مواصلة الركض والارتقاء". وأضاف أن مدير إسطبلته أخبره بعد خسارته الثالثة أن "اللقب قد ضاع"، وقبل المباراة النهائية أيضًا أنه لا ينبغي له الاحتفال، حتى لو فاز بالمباراة والبطولة. قال أونوساتو إن هذه الكلمات خففت من توتره، مجددًا امتنانه لانضمامه إلى الإسطبل.
بعد بطولة مايو، علّق ماسايوكي ياموتشي، رئيس مجلس مداولات يوكوزونا، قائلاً إن فوز أونوساتو "علامة على أن عالم السومو على وشك أن يشهد تغييرات كبيرة"، معربًا عن اعتقاده بأن أونوساتو سيصل في النهاية إلى مرتبة الأوزيكي. كما قللت رابطة السومو من شأن الشائعات حول ترقية محتملة للأوزيكي في وقت أبكر من المعتاد، قائلة إن انتصارات أونوساتو الثاني عشر في مايو فقط ستُحتسب ضمن متطلبات الترقية البالغة 33 فوزًا على مدار 3 بطولات، والتي تُحتسب عادةً عندما يكون المصارع إما كوموسوبي أو سيكيواكي. في البطولة التالية أنهى أونوساتو البطولة بتسعة انتصارات، كان أحدها ضد يوكوزونا تيرونوفوجي للمرة الثانية على التوالي. حصل أونوساتو على جائزة الأداء المتميز للمرة الثانية، مما جعله أول مصارع في تاريخ السومو يحصل على واحدة على الأقل من الجوائز الخاصة في كل من بطولاته الأربع الأولى في الدرجة الأولى. مع 21 انتصارًا في سانياكو في بطولتين، احتاج أونوساتو إلى 12 فوزًا على الأقل في بطولة سبتمبر للوصول إلى عتبة ترقية الأوزيكي.
```
في بطولة سبتمبر 2024، فاز أونوساتو بإحدى عشر مباراة متتالية من أصل اثنتي عشرة مباراة مطلوبة للترقية.
[
75
]
 في اليوم التالي تأجلت مسألة ترقيته بعد أن تعرض لهزيمته الأولى في البطولة في مباراته ضد سيكيواكي السابق واكاتاكاكاج.
[
76
]
 في نهاية البطولة، ضمن أونوساتو ترقيته إلى ثاني أعلى رتبة في السومو الاحترافي والبطولة بفوزه على أوزيكي المشاركين، كوتوزاكورا وهوشوريو، في اليومين على التوالي.
[
77
]
[
78
]
 لم يتم الإعلان عن عملية إضفاء الطابع الرسمي على ترقية أونوساتو حتى حقق انتصاره الثالث عشر.
[
79
]
[
80
]
 مع انتصاره على الاثنين أوزيكي، رددت الصحافة أن أونوساتو يمثل الآن مصارعًا جديدًا من النخبة والمسيطر في العالم الاحترافي، مما أثار أيضًا التوقعات بأنه سيصبح اليوكوزونا رقم 74 في تاريخ هذه الرياضة.
[
81
]
```

## أوزيكي

#### الترقي

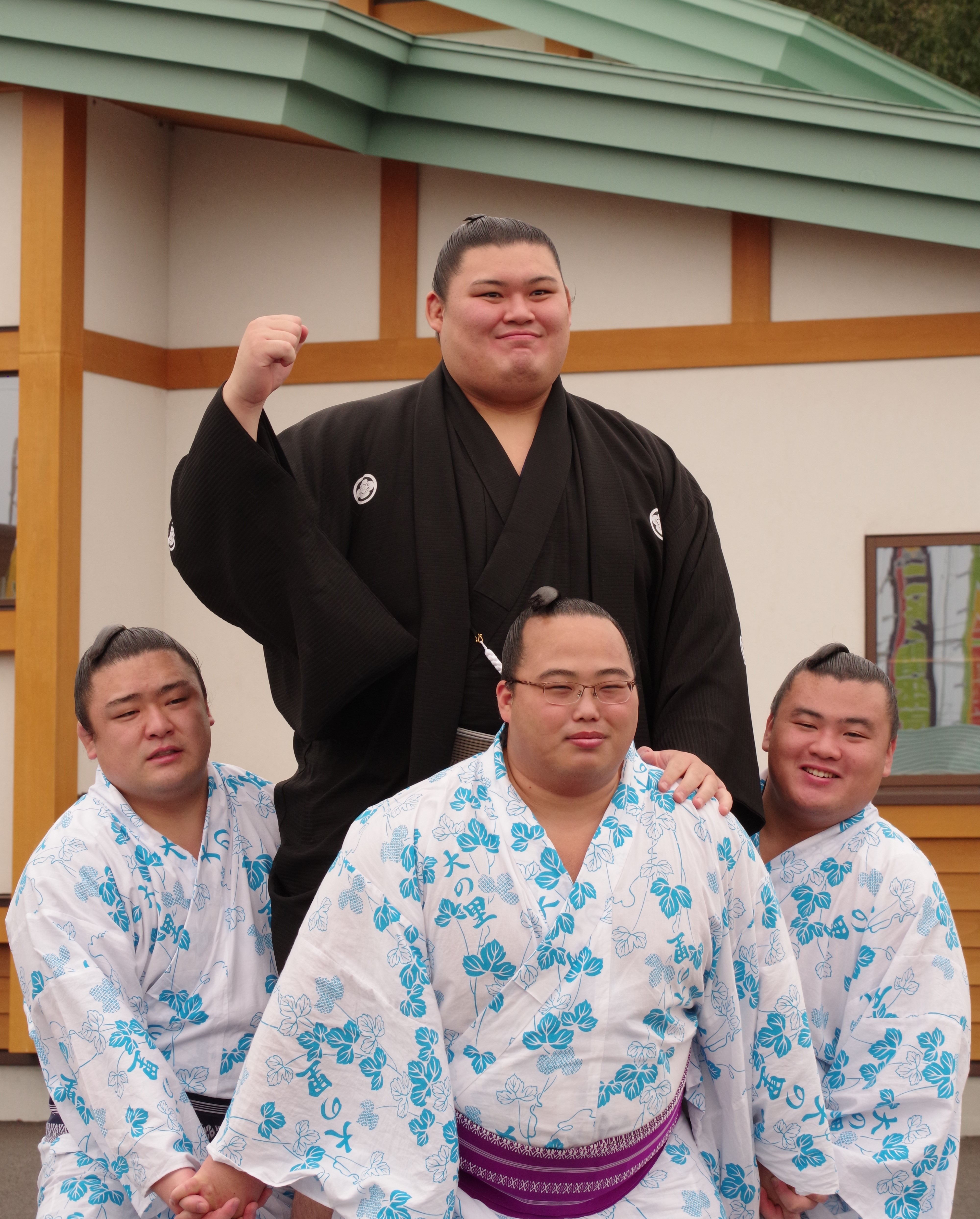
أونوساتو، بعد مراسم قبول أوزيكي المعتادة، يحتفل مع زملائه في الإسطبل

في 25 سبتمبر 2024، رُقّي أونوساتو بالإجماع إلى رتبة أوزيكي من قِبل اتحاد السومو الياباني. وجاءت ترقيته بعد تسع بطولات، وهي الأسرع لأي مصارع منذ تطبيق نظام البطولات الست الحالي عام 1958. وقد تجاوز أرقام البطولات الاثنتي عشرة التي حققها هاجوروياما ويوتاكاياما وميابياما. وبعد موافقة اتحاد السومو، أبلغ ديوانومي (المايغاشيرا أوجينوهانا سابقًا) وهاناريغوما (السيكيواكي تامانوشيما سابقًا) الخبر إلى أونوساتو في إسطبله بمحافظة إيباراكي. عند قبوله الترقية رسميًا، قال أونوساتو إنه سيواصل تكريس نفسه لرياضة السومو، ساعيًا ليصبح مصارعًا من فئة يويتسو-موني (唯一無二، "فريد من نوعه") لا يُسيء إلى رتبة أوزيكي. وأوضح لاحقًا أنه استخدم عبارة يويتسو-موني مع وضع والده في الاعتبار، بعد أن سمع أن والده أخبر الآخرين أنه يريد أن يكون ابنه يويتسو-موني. أونوساتو هو أول أوزيكي يُرقى قبل أن ينمو شعره بما يكفي لتصفيفه على شكل أويتشو.
فاز أونوساتو بتسع مباريات في أول ظهور له في فئة أوزيكي في بطولة نوفمبر 2024. أنهى عامه الأول في دوري السومو الأول برصيد 65 فوزًا، بفارق فوز واحد فقط خلف زميله أوزيكي كوتوزاكورا في معظم انتصارات الماكوتشي في عام 2024. في حفل استقبال لإسطبل نيشونوسيكي بعد البطولة، قال أونوساتو إن بطولته الأولى كأوزيكي كانت مخيبة للآمال. وأضاف أنه يريد الاستمرار في الفوز والترقية العام المقبل. وعلى الرغم من خيبة أمله من نتائجه، فقد حصل أونوساتو مع ذلك على جائزتين مرموقتين مع جائزة أفضل لاعب صاعد في العام من الجائزة الكبرى للرياضات الاحترافية اليابانية لعام 2024، وجائزة مصارع العام لعام 2024 من صحيفة سبورتس هوتشي.

## سباق يوكوزونا
خلال بطولة مارس 2025، رسّخ أونوساتو مكانته كأحد رواد البطولة إلى جانب تاكاياسو وتشورانومي، محققًا سبعة انتصارات في الأسبوع الأول. في اليوم العاشر انفرد أونوساتو بالصدارة مع تاكاياسو، حيث التقيا في مباراة فاز فيها الأخير. ومع ازدياد صعوبة المنافسة، وجد المصارعان نفسيهما متعادلين مرة أخرى حتى اليوم الأخير من البطولة، حيث تنافسا في مباراة فاصلة على اللقب. فاز أونوساتو بالمباراة بحركة أوكوريداشي. كان لقب هو الثالث للأوزيكي، والأول له منذ ترقيته إلى ثاني أعلى رتبة في السومو الاحترافي. كما أصبح، إلى جانب ميتاكيومي، المصارعَين الأكثر فوزًا بالبطولات. بهذا الفوز، وجد أونوساتو نفسه في موقف يسمح له بالترقية إلى رتبة اليوكوزونا العليا في حال فوزه ببطولة مايو، حيث أن الشرط المعتاد للترقية إلى اليوكوزونا هو الفوز ببطولتين متتاليتين في رتبة أوزيكي (أو أداء مماثل). وفي هذا الصدد، أعرب رئيس مجلس مداولات اليوكوزونا عن توقعاته، موضحًا أن أونوساتو قد أوفى بالتزامات رتبة أوزيكي بأكثر من اللازم. خلال بطولة مايو 2025 برز أونوساتو كمنافس وحيد على المسابقة، محققًا ثمانية انتصارات متتالية خلال النصف الأول من البطولة. بعد اليوم الحادي عشر أكد أونوساتو موقعه كقائد للبطولة بتسجيله أحد عشر فوزًا متتاليًا وتقدمه بانتصارين على أقرب منافسيه، مما زاد من اتساع الفجوة مع ثلاثة انتصارات من اليوم الثاني عشر فصاعدًا، مما أضاف إمكانية حسم البطولة في مباراته القادمة. في اليوم الثالث عشر هزم أونوساتو زميله أوزيكي كوتوزاكورا ليحسم لقبه الثاني على التوالي في الدرجة الأولى، والرابع في الترتيب العام. أكدت النتيجة تقريبًا أنه سيتم ترقيته ليصبح يوكوزونا السومو المحترف رقم 75. صرح أونوساتو للصحفيين بعد الفوز أنه لا يعتقد أنه سيكون قادرًا على حسم اللقب مبكرًا جدًا، لكنه أراد التأكد من فوزه في مباراتيه الأخيرتين.  بعد فوزه بأول أربع عشرة مباراة، فشل أونوساتو مع ذلك في تأمين بطولة زينشو يوشو (فوز بالبطولة بنتيجة مثالية)، حيث عانى من هزيمته الوحيدة أمام يوكوزونا هوشوريو في اليوم الأخير.

## ترقي إلى يوكوزونا
عقب بطولة مايو 2025، وافق رئيس رابطة السومو، هاكاكو (حامل لقب يوكوزونا رقم 61، هوكوتومي)، على طلب قسم التحكيم عقد اجتماع استثنائي لمجلس الإدارة لمناقشة ترقية أونوساتو إلى أعلى رتبة في السومو. في 26 مايو 2025، انعقد مجلس مداولات يوكوزونا، وفي اجتماع لم يستغرق سوى ست دقائق، أوصى بالإجماع رابطة السومو بترقية أونوساتو إلى يوكوزونا. علق رئيس المجلس ورئيس مجلس النواب السابق، تاداموري أوشيما، بعد الاجتماع بأن آراء أعضاء المجلس كانت "متفقة وواضحة"، مشيرًا أيضًا إلى هدوء المرشح لجائزة يوكوزونا، ومهاراته في السومو، وأدائه الواثق تحت الضغط. قام مجلس إدارة رابطة السومو بترقية أونوساتو رسميًا ليصبح يوكوزونا رقم 75 في صباح يوم 28 مايو 2025. عند ترقيته أصبح أونوساتو أول مصارع ياباني يصل إلى أعلى مرتبة يوكوزونا منذ أن تمت ترقية مدربه نيشونوسيكي (يوكوزونا رقم 72 كيسينوساتو) بعد بطولة يناير 2017، والمصارع الثاني ذو الخلفية الجامعية الذي يصل إلى يوكوزونا بعد واجيما. حدثت ترقية أونوساتو بعد إجمالي 13 بطولة، مما جعله الأسرع في الوصول إلى مرتبة يوكوزونا منذ عصر شووا، والأسرع منذ بداية نظام البطولات الست في عام 1958. أونوساتو هو أيضًا أول مصارع في تاريخ السومو يحقق أرقامًا قياسية في جميع بطولاته قبل ترقيته إلى مرتبة اليوكوزونا.
أرسلت رابطة السومو ديوانومي (المايغاشيرا سابقًا أوجينوهانا) وهيدينوياما (الأوزيكي السابق كوتوشوغيكو) إلى إسطبل نيشونوسيكي لإبلاغ أونوساتو رسميًا بالترقية. ألقى أونوساتو خطاب قبول مشابهًا للخطاب الذي ألقاه قبل ثمانية أشهر في ترقيته إلى مرتبة الأوزيكي، قائلًا إنه سيكرس نفسه للتدريب حتى لا يلطخ مرتبة اليوكوزونا وسيسعى إلى أن يصبح يوكوزونا يويتسو-موني (唯一無二، "فريد من نوعه" أو "فريد من نوعه"). في حديثه للصحفيين بعد الترقية، قال أونوساتو إنه لم يكن ينوي في البداية استخدام عبارة "يويتسو-موني" في خطابه، لكنه شعر لاحقًا أنها الأنسب. وقال: "منذ دخولي عالم السومو الاحترافي، لطالما اعتقدت أن لقب يوكوزونا هو هدف أسعى إليه بكل تأكيد. أنا سعيد بتحقيقه. أعتقد أن ما أفعله من هنا مهم". وأعرب نيشونوسيكي عن أمنيته بأن يكون أونوساتو قدوة حسنة وأن "يرتقي بعالم السومو بأكمله"، بينما أعرب رئيس رابطة السومو، هاكاكو، عن أمله في أن "يؤسس حقبة جديدة". بعد الإعلان تلقى أونوساتو أيضًا تهاني من شخصيات من خارج عالم السومو مثل ريساكو كينجو. كما أعرب حاكم محافظة إيشيكاوا، هيروشي هاسي، عن رغبته في منحه جائزة المحافظة الفخرية. بمجرد وصول الخبر، بدأت الاستعدادات التقليدية المحيطة بممارسة رتبة يوكوزونا. شارك حوالي 70 مصارعًا من عشيرة نيشونوسيكي إيتشيمون في تجديل حبل اليوكوزونا الملكي. وكما هو متوقع، اختار أونوساتو أن يرث أسلوب سيده في مراسم دخول الحلبة أونريو، معترفًا بأنه تدرب عدة مرات في اليوم السابق من خلال مشاهدة مقاطع فيديو لسيده وهو يؤدي مراسمه الخاصة. بالإضافة إلى نصيحة سيده، استفاد أيضًا من توجيهات شيباتاياما (يوكوزونا السابق أونوكوني)، رئيس الإسطبل الذي يحمل نفس الاسم والذي ينتمي إلى عشيرة نيشونوسيكي إيتشيمون، والذي درب أيضًا كيسينوساتو على أداء مراسمه الخاصة عندما تمت ترقيته إلى المرتبة العليا في السومو المحترف. في اليوم نفسه كُشف أن أونوساتو سيرافقه في حفل تنصيبه تاكاياسو، بصفته تاتشيموتشي (حامل السيف)، كونه زميلًا سابقًا لسيده نيشونوسيكي، وريودين، بصفته تسويوهاراي، لأنه خدم أيضًا في مراسم دخول سيده إلى الحلبة. وأخيرًا، كان على أونوساتو استخدام مجموعة من كيشو-ماواشي صُنعت لسيده عندما شارك الأخير في أول بطولة له بصفته يوكوزونا.
ونظرًا لتوقع هطول الأمطار في طوكيو في 30 مايو، تم إلغاء الحفل العام في ضريح ميجي. ومع ذلك، لا يزال يُقام حفل في الضريح الداخلي، مخصصًا لمسؤولي جمعية السومو وأقاربهم. كانت هذه هي المرة الأولى التي يُغلق فيها الحدث أمام الجمهور، باستثناء حفل تيرونوفوجي في سبتمبر 2021 والذي أقيم خلال جائحة كوفيد-19. وعلى الرغم من الإغلاق، حضر ما يقرب من 1000 شخص إلى مدخل الضريح الداخلي. في اليوم التالي أدى أونوساتو يوكوزونا دوهيو-إيري علنًا لأول مرة، في حفل تقاعد المايغاشيرا السابق كوتيكو.

## المنافسة مع تاكيروفوغي
أثار صعود أونوساتو إلى الشهرة عام 2024، والذي رُقّي خلاله إلى مرتبة أوزيكي، تساؤلاتٍ في الصحافة حول منافسته مع تاكيروفوغي. ووفقًا للصحافة، يُعتبر الأخير فقط خصمًا جديرًا بأونوساتو. فسّر جون غانينغ هذا التنافس بكون كلا المصارعين جديدين نسبيًا وينتميان إلى نفس الخلفية الهاوية. على الرغم من ترسيخه مكانته على ساحة الهواة، فاجأ أونوساتو نفسه وتفوق عليه تاكيروفوغي، مما سمح للأخير بأن يصبح أول مصارع يفوز ببطولة ماكوتشي في أول بطولة له في هذا القسم منذ 110 سنوات. فيما يتعلق بمنافسته مع تاكيروفوغي، عرّف رئيس مجلس مداولات يوكوزونا، ماسايوكي ياموتشي، ذلك، بمناسبة لقب تاكيروفوغي التاريخي في مارس 2024، بأنه لقب "ريوكو" (龍虎)، وهو تعبير يقارن بين تنافس النمر والتنين للإشارة إلى خصمين متساويين في القوة. كما ألهم احتمال وجود تنافس مبدع بين المصارعين إيناغاوا (فوتين أو السابق) لتسمية هذه الفترة من السومو بعصر تايسون (大 尊 時代)، وهو اسم مكون من أول كانجي لاسم كل من المصارعين.

## حياته الشخصية
أونوساتو هو الأكبر في عائلته ولديه أخت صغرى. تربطه صداقة طويلة الأمد مع شيروكوما، الذي شاركه سنوات دراسته الجامعية ومسيرته الرياضية وكثيرًا ما يرتاد الصديقان المطاعم معًا خلال البطولات، حيث يسخر أونوساتو من اسم شيروكوما في الحلبة بتسميته مرارًا "سيد الدب القطبي".
في 6 فبراير 2024، كان أونوساتو جزءًا من وفد من المصارعين من محافظة إيشيكاوا أُرسل بعد زلزال نوتو عام 2024 (إلى جانب إندو وكاجاياكي وتوتشينونادا السابق)؛ وكُلّف بتقديم رمزي للحاكم هيروشي هاسي، حيث تُعتبر مشاركة مصارعي السومو فألًا حسنًا. خلال إقامته زار مركز الإخلاء الذي كان يأوي جده، وتلقى العديد من رسائل التهنئة من ضحايا الكارثة لإنجازاته الرياضية الأخيرة.